# Anita McConnell
Pour les articles homonymes, voir McConnell.
Anita McConnell, née en 1936 et morte en 2016, est une géographe, historienne des sciences et conservatrice pour les sections d'océanographie et de géophysique au Science Museum de Londres. Elle est surtout connue pour son livre populaire portant sur les baromètres, mais a également écrit de nombreux ouvrages sur l'histoire de l'océanographie et des fabricants d'instruments scientifiques britanniques des XVIIIe et XIXe siècles.

## Début de la vie
Anita McConnell naît en 1936 en Grande-Bretagne de parents italiens, tous deux employés dans le commerce de la restauration. Pendant la Seconde Guerre mondiale, elle est envoyée en tant qu'enfant évacuée dans le West Country où elle termine ses études secondaires.
En 1957, elle rejoint son père, occupant alors un poste de restaurateur pour les équipes de cinéma, notamment lors du tournage de films tels que L'Auberge du sixième bonheur et Le pont sur la rivière Kwai, ce dernier entraînant un séjour de six mois au Sri Lanka.

## Carrière
En 1963, elle accepte un poste au Science Museum de Londres, en tant qu'assistante des collections de navigation et de météorologie. Elle participe ensuite aux travaux préparatoires à la création du Musée national des chemins de fer. En 1973, elle rejoint le Musée des sciences pour devenir conservatrice de l'océanographie et de la géophysique. De 1961 à 1979, elle obtient successivement un diplôme en archéologie, un diplôme en géographie, une maîtrise en histoire de la technologie et un doctorat de l'Université de Leicester, paru sous le titre No Sea Too Deep, The History of Oceanographic Instruments.
À partir de 1980 elle publie des ouvrages portant notamment sur l'histoire de l'océanographie et des fabricants britanniques d'instruments scientifiques des XVIIIe et XIXe siècles. Son livre le plus connu sur les baromètres est écrit en 1988. Dans son travail sur les instruments océanographiques, elle est remarquée pour le niveau de détail atteint et dans ses biographies de fabricants d'instruments scientifiques, pour sa capacité à travailler à partir de documents archivés tels que des lettres de clients.
En 1993, elle devient rédactrice de recherche pour le Oxford Dictionary of National Biography d'Oxford University Press, travaillant initialement sur des entrées pour les fabricants d'instruments et les horlogers, et plus tard, également sur la science et la médecine.

## Prix et distinctions
- Elle est élue membre de la Royal Geographical Society en 1968[8],[3].
- Elle est membre de la Royal Society of Arts[1].
- Elle est membre de la Royal Meteorological Society[1].
- Elle est membre de la Hakluyt Society[9].

## Publications sélectionnées
- Geomagnetic Instruments Before 1900: An Illustrated Account of their Construction and Use (Londres: Harriet Wynter) 1980.
- Historical Instruments in Oceanography: Background to the Oceanography Collection at the Science Museum (Londres: HMSO) 1981
- No Sea Too Deep: The History of Oceanographic Instruments (Bristol: Adam Hilger) 1982, (avec Lambert, D), Seas and Oceans (Londres: Orbis Publications) 1985
- The World Beneath Us (Londres: Orbis Publications) 1985
- Barometers (Princes Risborough: Shire Publications) 1988
- Directory of source material for the history of oceanography, UNESCO Technical Paper in Marine Science, UNESCO, Paris 1990
- Instrument Makers to the World: A History of Cooke, Troughton & Simms (York: William Sessions/University of York) 1992
- R B Bate of the Poultry 1782–1847: The Life and Times of a Scientific Instrument Maker (Londres: Scientific Instrument Society) 1993
- King of the Clinicals: The Life and Times of J J Hicks (York: William Sessions) 1998, traduction, introduction et notes par Marsigli, L F, Natural History of the Sea (Bologne: Museo di Fisica dell’Università di Bologna) 1999
- Jesse Ramsden (1735–1800): London’s Leading Scientific Instrument Maker (Aldershot: Ashgate Publishing) 2007